# Mimusops elengi
Espèce
Classification phylogénétique
Mimusops elengi est une espèce de plantes à fleurs de la famille des Sapotaceae. C'est un arbre originaire de l'Asie, du sud de l'Inde au Viet-nam. Il a été importé dans de nombreux pays chauds notamment en Afrique et au nord de l'Australie. On le trouve à La Réunion et à l'île Maurice.
Il est appelé quelquefois Coing de Chine ou élengi
C'est un arbre à feuilles persistantes, atteignant 30 m de haut mais pouvant aller jusqu'à 60 m avec un tronc de 1 m de diamètre. L'écorce épaisse est brunâtre ou gris foncé avec quelques stries et fissures à sa surface. Il fleurit en avril et a ses fruits comestibles en juin. Les feuilles sont brillantes, vert foncé, de forme ovale, de 5 à 14 cm de long et 2,5 à 6 cm de large. Les fleurs sont crème, velues et parfumées. Le fruit, une baie ovoïde d'abord velue, devient lisse et orange à maturité et mesure 2 à 3 cm de long. Il contient une ou deux graines.
Le bois rouge foncé est difficile à travailler.
L'écorce, les fleurs, les fruits et les graines sont utilisées en médecine traditionnelle.

## Galerie

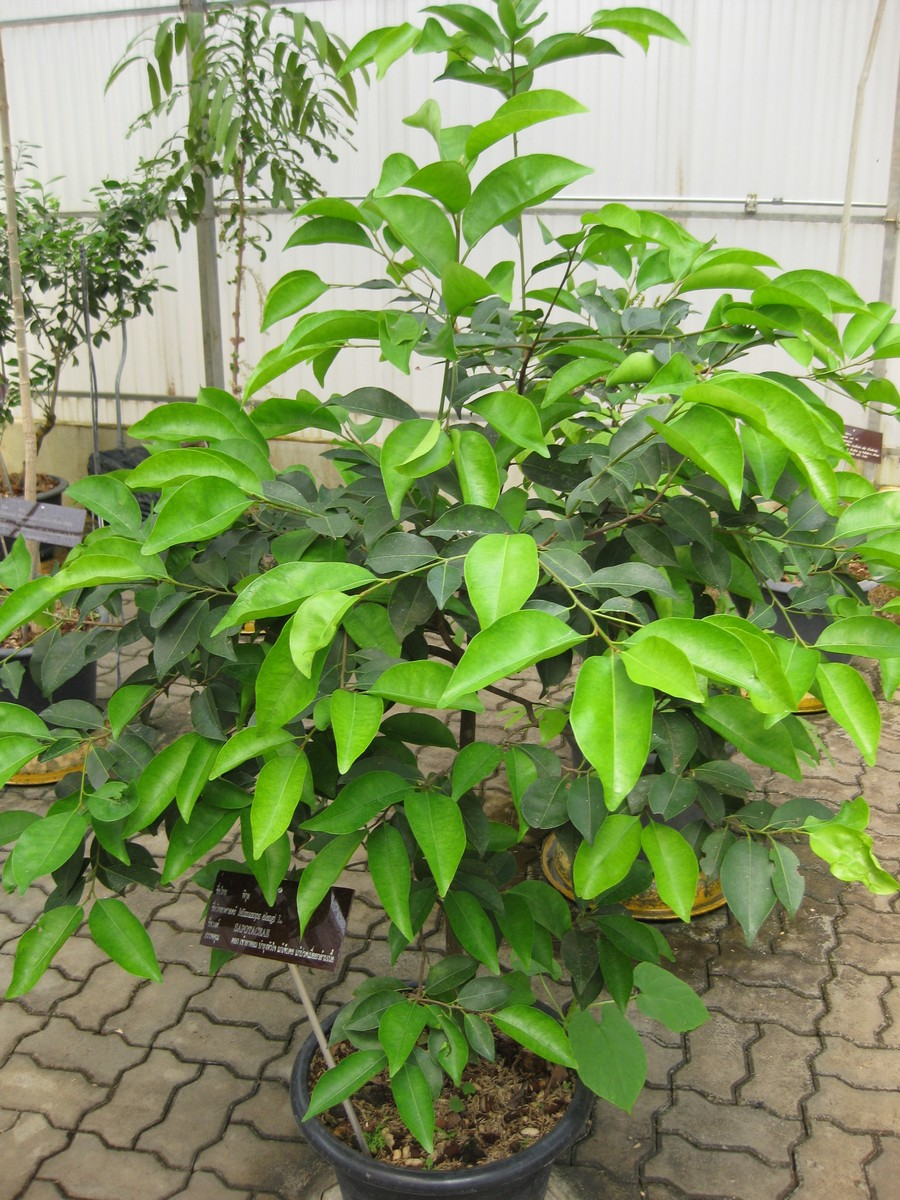
Vue d'ensemble d'un jeune plant en pot, Jardin botanique de la reine Sirikit, Thaïlande

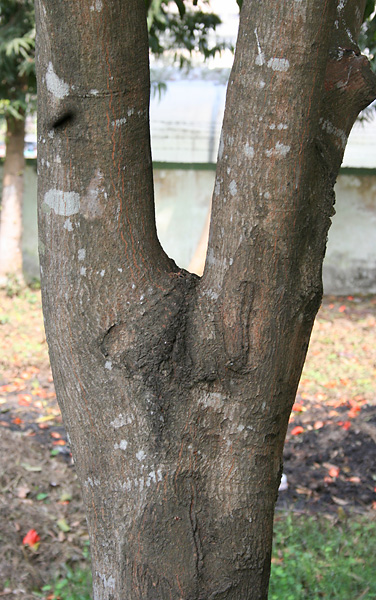
écorce.
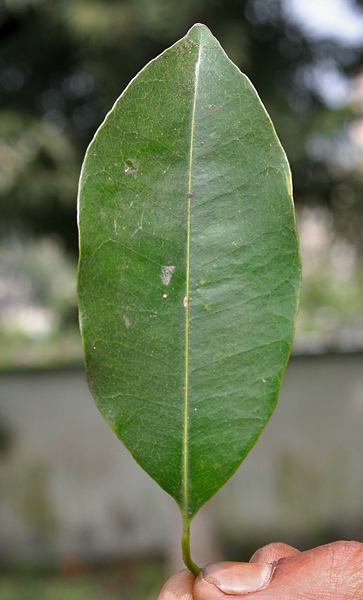
Feuille.
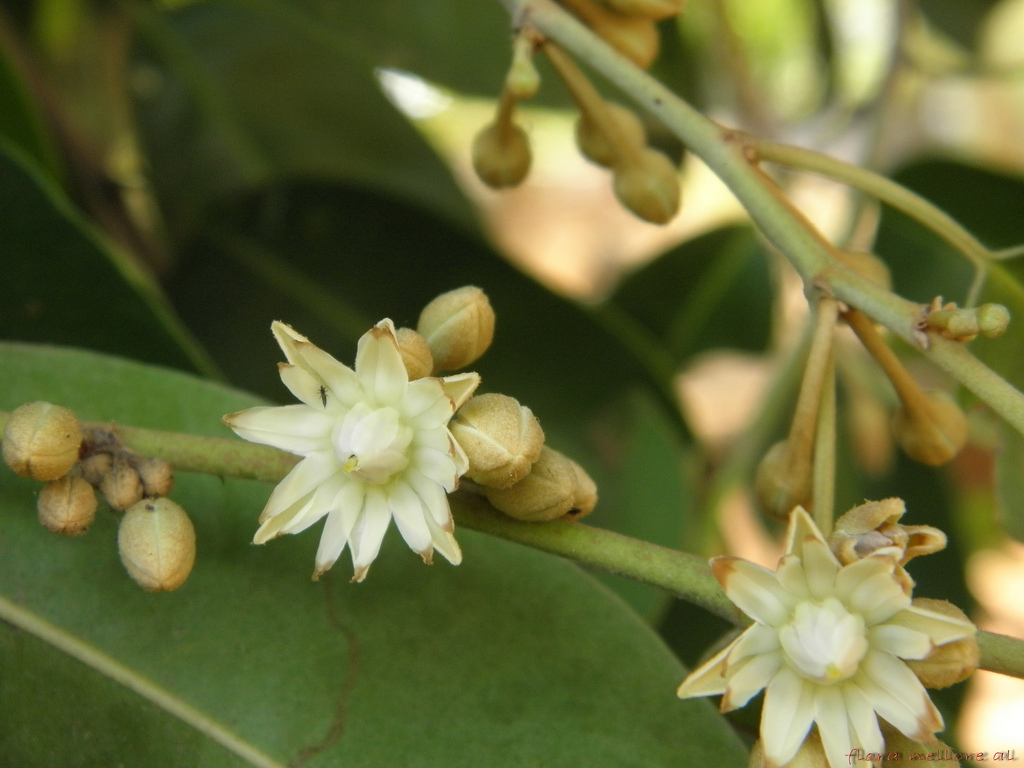
fleurs.
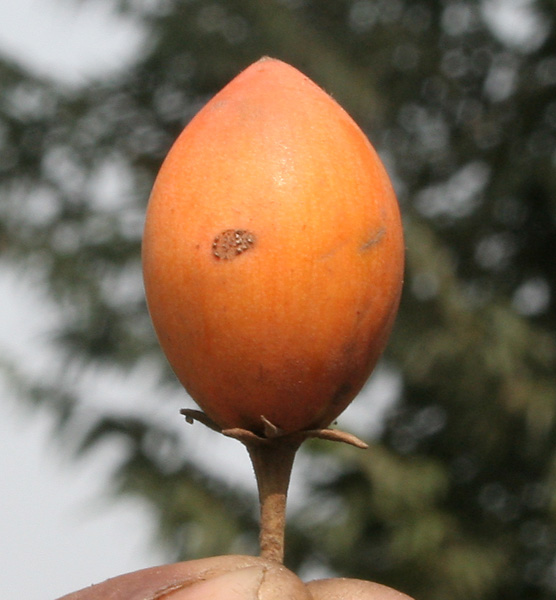
fruit mûr.